# Humboldt (Tennessee)
Humboldt és una població dels Estats Units a l'estat de Tennessee. Segons el cens del 2000 tenia 9.467 habitants.

## Demografia
Segons el cens del 2000, Humboldt tenia 9.467 habitants, 3.864 habitatges, i 2.538 famílies. La densitat de població era de 378,4 habitants/km².
Dels 3.864 habitatges en un 28,5% hi vivien nens de menys de 18 anys, en un 41,4% hi vivien parelles casades, en un 20% dones solteres, i en un 34,3% no eren unitats familiars. En el 30,8% dels habitatges hi vivien persones soles el 14,8% de les quals corresponia a persones de 65 anys o més que vivien soles. El nombre mitjà de persones vivint en cada habitatge era de 2,36 i el nombre mitjà de persones que vivien en cada família era de 2,93.
Per edats la població es repartia de la següent manera: un 24% tenia menys de 18 anys, un 8,8% entre 18 i 24, un 24,7% entre 25 i 44, un 22,1% de 45 a 60 i un 20,4% 65 anys o més.
L'edat mediana era de 39 anys. Per cada 100 dones de 18 o més anys hi havia 80 homes.
La renda mediana per habitatge era de 26.351 $ i la renda mediana per família de 32.845 $. Els homes tenien una renda mediana de 30.848 $ mentre que les dones 20.890 $. La renda per capita de la població era de 14.433 $. Entorn del 16,1% de les famílies i el 18,1% de la població estaven per davall del llindar de pobresa.

## Poblacions més properes
El següent diagrama mostra les poblacions més properes.